# Algirdas Astrauskas
Algirdas Astrauskas (* 21. November 1960 in Vilnius) ist ein litauischer Ökonom und Politiker, ehemaliger Vizeminister.

## Leben
Nach dem Abitur 1979 an der 7. Mittelschule in Žirmūnai absolvierte er 1984 ein Diplomstudium der Wirtschaft an der Vilniaus universitetas (VU). Von 1984 bis 1989 leitete Astrauskas ein Labor bei Vilniaus elektros suvirinimo įrenginių gamykla und von 1989 bis 1994 eine Unterabteilung im Wirtschaftsministerium Litauens. 1993 promovierte er in Wirtschaftswissenschaft. Von 1995 bis 1997 war er Mitglied im Rat der Stadtgemeinde Vilnius. Von 1994 bis 2004 lehrte er an der VU als Lektor, von 1994 bis 2007 war zudem dortiger Assistent. Er lehrte als Dozent am Lehrstuhl für Verwaltung der Lietuvos teisės universitetas. 2001 war er stellvertretender Innenminister Litauens, von 2002 bis 2005 Staatssekretär am Innenministerium Litauens. Seit 2004 lehrt er an der VU als Dozent.
Seit 1990 ist er Mitglied von Lietuvos socialdemokratų partija.

## Bibliografie
- Vietos savivalda Lietuvoje: teoriniai ir istoriniai aspektai: mokomoji knyga / Algirdas Astrauskas, Birutė Galinienė. – Vilnius: Vilniaus universiteto leidykla, 2003. – 90 p.: schem. – ISBN 9986-19-565-9
- Savivaldos institucijų socialinis politinis veiksmingumas: monografija / Malvina Arimavičiūtė, Algirdas Astrauskas, Audrius Bakaveckas, Jūratė Baltušnikienė, Gediminas Davulis, Margarita Išoraitė, Kęstutis Masiulis, Vygantas Kazimieras Paulikas, Stasys Puškorius, Agota Giedrė Raišienė, Ramūnas Vanagas. – Vilnius: Mykolo Romerio universiteto leidybos centras, 2006. – 390 p.: iliustr. – ISBN 9955-19-022-1
- Strateginio veiklos planavimo ir programinio biudžeto sudarymo vadovas Lietuvos savivaldybėms: patarimai kaip, pasinaudojant gerąja patirtimi, savivaldybėje pradėti diegti ar tobulinti trumpos trukmės strateginio veiklos planavimo ir programinio biudžeto sistemą. – Kaunas: Technologija, 2008. – 92 p.: schem. – ISBN 978-9955-25-601-4
- Svarbios valstybės ir vietos savivaldos teorijų sąvokos: mokomoji priemonė. – Vilnius: Ciklonas, 2012. – 67 p.: schem. – ISBN 978-9955-880-93-6